# Hysteria (singolo Def Leppard)
Hysteria è una canzone del gruppo musicale britannico Def Leppard del 1987, estratta come terzo singolo dall'album omonimo del gruppo. Si tratta di una dolce ballad, basata su un pulito arpeggio di chitarra e grandi cori nel ritornello. Nello speciale VH1 Storytellers: Def Leppard, il frontman Joe Elliott ha rivelato che il titolo della canzone proveniva dal batterista Rick Allen.
Ha raggiunto il decimo posto della Billboard Hot 100 negli Stati Uniti e la posizione numero 26 in Italia.
Il lato B del singolo, Ride into the Sun, è una nuova versione della traccia originariamente comparsa in The Def Leppard E.P. del 1979. La versione del singolo sarà poi inserita nella raccolta Retro Active del 1993.
Una versione acustica della canzone eseguita da Joe Elliott e Phil Collen è presente nel documentario Classic Albums: Def Leppard - Hysteria.

## Video musicale
Il videoclip di Hysteria si distingue per la tecnica di avere il gruppo cantare ed eseguire una parte della canzone a velocità doppia, che spiega l'effetto slow-motion realizzato in tutto il video. MTV apprezzò molto il clip, e lo fece diventare uno dei più passati sulla propria emittente per diverso tempo.

## Tracce

### 7": Bludgeon Riffola / Mercury / 870 004-7 (USA)
1. Hysteria
2. Ride into the Sun

## Formazione
- Joe Elliott – voce
- Steve Clark – chitarra solista
- Phil Collen – chitarra, cori
- Rick Savage – basso, cori
- Rick Allen – batteria

## Classifiche
| Classifica (1988) | Posizione massima |
| ----------------- | ----------------- |
| Irlanda           | 19                |
| Italia            | 26                |
| Regno Unito       | 26                |
| Stati Uniti       | 10                |

## Cover
- Nel 2012 la canzone è stata reinterpretata dal gruppo metalcore britannico Asking Alexandria per il loro EP Under the Influence: A Tribute to the Legends of Hard Rock.